# Crocidura bottegi
Crocidura bottegi — вид ссавців родини Soricidae. Його знаходять на висоті 1750 метрів над рівнем моря в Ефіопії та, можливо, Кенії, особливо на північний схід від озера Туркана та один у Кенії від Марсабіту.